# Avisio
Der Avisio (deutsch veraltet Eveys, Efeis oder Laifserbach, ladinisch La Veisc) ist ein linker Nebenfluss der Etsch im Norden Italiens. Auf einer Länge von 88 km durchfließt er den Nordosten des Trentino sowie auf einer kurzen Wegstrecke einen zu Südtirol gehörenden Abschnitt.
Der Avisio entspringt einem Gletscher der Marmolata oberhalb des Fedaia-Passes (2057 m). Sein Lauf führt durch das Fassatal, das Fleimstal und das Cembratal. Er mündet bei Trient in die Etsch. Auf der gesamten Strecke bis zur Mündung (192 m) hat er somit etwa 2000 Höhenmeter überwunden und sich aus der vergletscherten Gebirgswelt der Dolomiten in die milde Klimazone der Obst- und Weinanbaugebiete des Trentino vorgearbeitet.

## Charakter des Flusses
Knapp unterhalb der Passhöhe wird das Wasser des Avisio zum Fedaia-Stausee (Lago Fedaia) aufgestaut, der vom ersten Frost an oft bis in den Juni hinein zugefroren ist. Der aus dem Fedaia-Stausee heraustretende Avisio ist im Oberlauf ein Sturzbach. Auf ca. 10 km verliert das Fassatal über 600 m Höhe. Zwischen Soraga und Moena auf ca. 1.200 m Höhe wird der Avisio zum zweiten Mal zum ca. 1 km langen Lago di Pezzé gestaut. Im Unterlauf bildet der Avisio zunächst eine Schlucht, bevor beim Eintritt ins Etschtal der Flusslauf breiter wird und sich mehrfach zwischen Sand- und Schotterbänken verzweigt.
Eine dritte Staustufe liegt auf 787 m Höhe im Fleimstal zum Cembratal am Stramentizzo-Stausee. Dieser See steht in der Aufmerksamkeit der Kommunalpolitik und lokaler Interessenverbände zur Reparatur von Natur- und Umweltschäden. Zu schnell wechselnde Wasserstände, für den die ENEL verantwortlich gemacht wird, haben in der Vergangenheit Erdrutsche ausgelöst, die zu einer Verschlammung des Sees geführt haben, in den früher auch die Abwässer aus dem gesamten Avisiotal unkontrolliert eingeleitet wurden.

## Landschaften am Avisio
Das Fassatal (Val di Fassa) ist eine alpine Urlaubsregion für Bergsteiger und Wintersportler. Es ist Teil der Großen Dolomitenstraße.
Bei dem in etwas tieferen Regionen gelegenen und sanfter abwärts gleitenden Fleimstal (Val di Fiemme), einem hauptsächlich im Winter frequentierten Feriengebiet, handelt es sich immer noch um das gleiche Tal des Flusses Avisio. Der Abschnitt ab Moena trägt nur deshalb einen anderen (italienischen) Namen, da er, im Gegensatz zu dem ladinischen Abschnitt am Oberlauf, trentinisch war, während das Fassatal zum Bistum Brixen gehörte.
Der Unterlauf des Avisio durch die Obstplantagen und Weinberge des Trentino heißt Valle di Cembra, benannt nach der größten Gemeinde dieses Abschnitts. Es ist noch agrarisch geprägt; zudem wird Porphyr abgebaut. Tourismus entwickelt sich verhalten; er konzentriert sich eher auf die höheren Lagen der Seitentäler (altopiani).
Der letzte Abschnitt des Flusses von Lavis bis zur Mündung ist ein Biosphärenreservat, in dem Eingriffe durch den Menschen (Abgrabung von Sand aus dem Flussbett, militärische Übungen, Motocross, Jagd, Schafzucht) untersagt sind. Schutzziel ist der Erhalt des Lebensraums einheimischer Amphibien und seltener Vogelarten (Eisvogel, Schafstelze, Wasseramsel) sowie Winterquartiere für Zugvögel zu sichern. Wasserknappheit im Unterlauf wird in heißen Sommern für die Tierwelt zum Problem, zumal Wasser zur Energiegewinnung und Bewässerung der Obstkulturen und Rebhänge entnommen wird.

## Orte am Avisio
Fassatal
- Canazei, 1.465 m
- Campitello di Fassa, 1.448 m
- Pozza di Fassa, 1.430 m

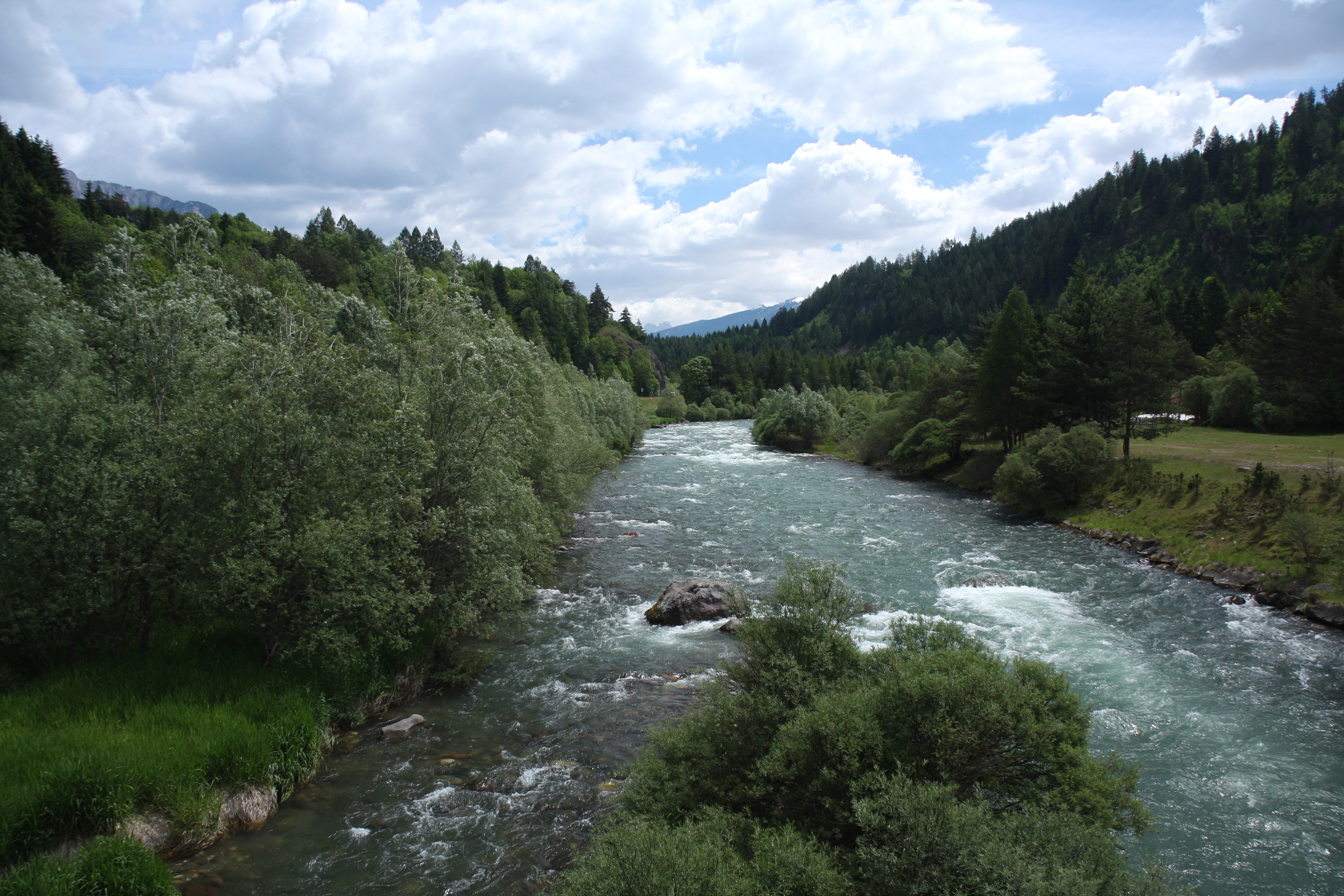
Der Avisio bei Cavalese

- Vigo di Fassa, oberhalb des Talbodens, 1.400 m
- Soraga, 1.206 m
- Moena, 1.148 m

Fleimstal
- Predazzo, 1.018 m
- Panchià, 981 m
- Cavalese, oberhalb des Talbodens, 1.000 m
- Molina di Fiemme, 853 m

Cembratal
- Sover 854 m
- Cembra, 677 m
- Lavis, 238 m

Das Mündungsgebiet liegt wenige Kilometer nördlich von Trient.

## Karten mit Kommentaren
- Trentino/Südtirol, hrsg. vom Touring Club Italiano, Kümmerly + Frey-Verlag, 2003